# Điền kinh tại Đại hội Thể thao Đông Nam Á 2003
Tại Đại hội Thể thao Đông Nam Á 2003, các nội dung điền kinh được tổ chức tại Sân vận động Quốc gia Mỹ Đình ở Hà Nội, Việt Nam từ ngày 07-12 tháng 12 năm 2003. Tổng cộng có 45 nội dung đã được trao huy chương, trong đó 23 của nam và 22 của nữ.
Thái Lan dễ dàng đứng đầu bảng huy chương, giành được mười ba huy chương vàng và tổng cộng 39 tấm huy chương các loại, trong khi chủ nhà Việt Nam đứng thứ hai với tám huy chương vàng và 31 tấm huy chương các loại. Các quốc gia tốt nhất tiếp theo là, Philippines và Malaysia, mỗi đoàn giành được tám huy chương vàng và mười sáu huy chương các loại. Singapore và Indonesia đều giành được bốn vàng. Bảy trong số mười một quốc gia có tham gia tranh tài ở môn này đã giành huy chương ở môn điền kinh.
Chất lượng của các phần thi trong các nội dung rất khác nhau: một số nội dung tranh tài đã được tổ chức chặt chẽ ở mức độ của khu vực, trong khi các nội dung khác ở xa tiêu chuẩn quốc tế - chỉ có một huy chương được trao trong nhảy sào nam khi chỉ có một vận động viên thực hiện thành công.

## Tóm tắt huy chương

### Nam
| Nội dung                      | Vàng                                                                                              | Vàng     | Bạc                                                                                        | Bạc                                    | Đồng                                                                                      | Đồng                                   |
| ----------------------------- | ------------------------------------------------------------------------------------------------- | -------- | ------------------------------------------------------------------------------------------ | -------------------------------------- | ----------------------------------------------------------------------------------------- | -------------------------------------- |
| 100 mét                       | Nazmizan Muhammad (MAS)                                                                           | 10.48    | Sittichai Suwonprateep (THA)                                                               | 10.50                                  | John Herman Muray (INA)                                                                   | 10.60                                  |
| 200 mét                       | Nazmizan Muhammad (MAS)                                                                           | 21.05    | Sittichai Suwonprateep (THA)                                                               | 21.23                                  | John Herman Muray (INA)                                                                   | 21.31                                  |
| 400 mét                       | Ernie Candelario (PHI)                                                                            | 47.06    | Jmar Aing (PHI)                                                                            | 47.23                                  | Narong Nilploy (THA)                                                                      | 47.31                                  |
| 800 mét                       | Lê Văn Dương (VIE)                                                                                | 1:50.74  | Nguyễn Đình Cương (VIE)                                                                    | 1:52.05                                | John Lozada (PHI)                                                                         | 1:52.50                                |
| 1500 mét                      | John Lozada (PHI)                                                                                 | 3:56.80  | Trần Văn Thắng (VIE)                                                                       | 3:57.33                                | Chamkaur Dhaliwal Singh (SIN)                                                             | 3:59.34                                |
| 5000 mét                      | Boonthung Srisung (THA)                                                                           | 14:15.20 | Eduardo Buenavista (PHI)                                                                   | 14:18.06                               | Aung Thu Ya (MYA)                                                                         | 14:21.00                               |
| 10,000 mét                    | Eduardo Buenavista (PHI)                                                                          | 29:19.62 | Boonthung Srisung (THA)                                                                    | 29:40.28                               | Aung Thu Ya (MYA)                                                                         | 29:49.63                               |
| 110 mét vượt rào              | Suphan Wongsriphuck (THA)                                                                         | 13.92    | Mohamed Robani Hassan (MAS)                                                                | 14.12                                  | Edy Jakariya (INA)                                                                        | 14.29                                  |
| 400 mét vượt rào              | Apisit Kuttiyawan (THA)                                                                           | 51.47    | Nguyễn Bảo Huy (VIE)                                                                       | 51.75                                  | Jirachai Linglom (THA)                                                                    | 52.04                                  |
| 3000 mét vượt chướng ngại vật | Rene Herrera (PHI)                                                                                | 8:50.78  | Jirasak Suthichat (THA)                                                                    | 8:52.47                                | Nguyễn Kiên Trung (VIE)                                                                   | 8:52.53                                |
| Tiếp sức 4 × 100 mét          | Thái Lan (THA) · Ekkachai Janthana · Vissanu Sophanich · Seksan Wongsala · Sittichai Suwonprateep | 40.05    | Singapore (SIN) · Lin Jingze · Hamkah Bin Afik · Umaglia Kancanangai Shyam · Poh Seng Song | 40.86                                  | Indonesia (INA) · Ahmad Sumarsono Sakeh · Kurais · John Herman Muray · Suryo Agung Wibowo | 40.91                                  |
| Tiếp sức 4 x 400 mét          | Thái Lan (THA) · Banjong Lachua · Suwijack · Apsit Kuttiyawam · Narong Nilploy                    | 3:09.33  | Philippines (PHI) · Aing Jmar · Ronnie Marfil · Ernie Candelario · Rodrigo Tanuan          | 3:10.20                                | Việt Nam (VIE) · Nguyễn Tinh Tú · Nguyễn Đăng Trường · Nguyễn Văn Tăng · Nguyễn Minh Toàn | 3:14.76                                |
| Marathon                      | Allan Ballester (PHI)                                                                             | 2:21.03  | Nguyễn Chí Đông (VIE)                                                                      | 2:21.51                                | Boonchoo Jandacha (THA)                                                                   | 2:23.35                                |
| Đi bộ 20 km                   | Mohd Sharrulhaizy Abdul Rahman (MAS)                                                              | 1:31:57  | Sakchai Samutkao (THA)                                                                     | 1:33:30                                | Veerapun Anunchai (THA)                                                                   | 1:37:00                                |
| Nhảy cao                      | Loo Kum Zee (MAS)                                                                                 | 2.15 m   | Ahmad Najwan Aqra (MAS) Nguyễn Duy Bằng (VIE)                                              | 2.10 m                                 | Không trao huy chương                                                                     | Không trao huy chương                  |
| Nhảy sào                      | Amnat Kunpadit (THA)                                                                              | 4.80 m   | Chỉ có một VĐV hoàn thành tốt phần thi                                                     | Chỉ có một VĐV hoàn thành tốt phần thi | Chỉ có một VĐV hoàn thành tốt phần thi                                                    | Chỉ có một VĐV hoàn thành tốt phần thi |
| Nhảy xa                       | Mohd Shahrul Amri Suhaimi (MAS)                                                                   | 7.65 m   | Nguyễn Văn Mưa (VIE)                                                                       | 7.52 m                                 | Mohd Hazuan Zainal Abidin (MAS)                                                           | 7.34 m                                 |
| Nhảy ba bước                  | Nattapon Namkunha (THA)                                                                           | 15.76 m  | Sugeng Jatmiko (INA)                                                                       | 15.33 m                                | Jobert Delicano (PHI)                                                                     | 15.11 m                                |
| Đẩy tạ                        | Dong Enxin (SIN)                                                                                  | 17.28 m  | Sarayudh Pinitjit (THA)                                                                    | 16.56 m                                | Chatchawal Polyemg (THA)                                                                  | 16.48 m                                |
| Ném đĩa                       | James Wong Tuck Yim (SIN)                                                                         | 56.49 m  | Wansawang Sawusdee (THA)                                                                   | 55.71 m                                | Kvanchai Numsomboon (THA)                                                                 | 49.38 m                                |
| Tạ xích                       | Arniel Ferrera (PHI)                                                                              | 55.28 m  | Ong Kok Hin (INA)                                                                          | 50.89 m                                | Tee Kui Wong (MAS)                                                                        | 49.11 m                                |
| Ném lao                       | Danilo Fresnido (PHI)                                                                             | 67.11 m  | Thirdsak Boonjansri (THA)                                                                  | 66.27 m                                | Sanya Buathong (THA)                                                                      | 65.70 m                                |
| 10 môn phối hợp               | Mohd Malik Ahmad Tobias (MAS)                                                                     | 6668 pts | Bùi Văn Hà (VIE)                                                                           | 6542 pts                               | Fidel Gallenero (PHI)                                                                     | 6381 pts                               |

### Nữ

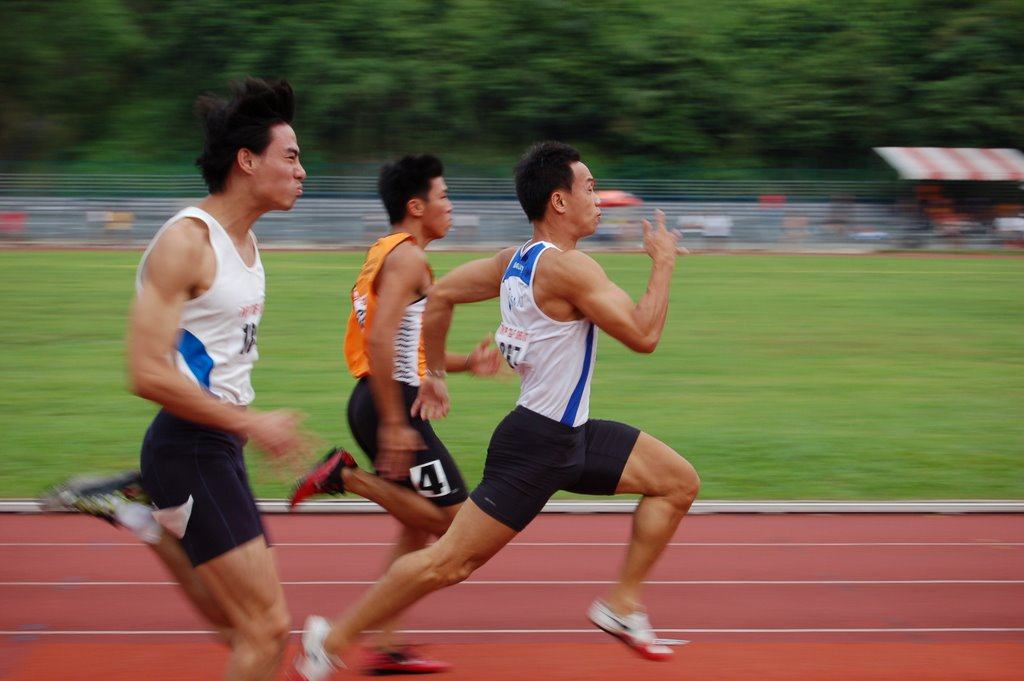
Poh Seng Song đã neo đội tiếp sức Singapore vào huy chương bạc.

| Nội dung                         | Vàng                                                                                     | Vàng     | Bạc                                                                               | Bạc      | Đồng                                                                                         | Đồng     |
| -------------------------------- | ---------------------------------------------------------------------------------------- | -------- | --------------------------------------------------------------------------------- | -------- | -------------------------------------------------------------------------------------------- | -------- |
| 100 mét                          | Orranut Klomdee (THA)                                                                    | 11.51    | Jutama Tawoncharoen (THA)                                                         | 11.55    | Vũ Thị Hương (VIE)                                                                           | 11.59    |
| 200 mét                          | Nguyễn Thị Tình (VIE)                                                                    | 23.19    | Jutama Tawoncharoen (THA)                                                         | 23.49    | Orranut Klomdee (THA)                                                                        | 23.66    |
| 400 mét                          | Nguyễn Thị Tình (VIE)                                                                    | 51.83    | Dương Thị Hồng (VIE)                                                              | 55.32    | Kay Khine Lwin (MYA)                                                                         | 55.44    |
| 800 mét                          | Đỗ Thị Bông (VIE)                                                                        | 2:10.92  | Phạm Đình Khánh Đoan (VIE)                                                        | 2:11.48  | Myint Myint Aye (MYA)                                                                        | 2:12.73  |
| 1500 mét                         | Nguyễn Lan Anh (VIE)                                                                     | 4:19.48  | Phạm Đình Khánh Đoan (VIE)                                                        | 4:27.73  | Oliva Sadi (INA)                                                                             | 4:27.74  |
| 5000 mét                         | Supriati Sutono (INA)                                                                    | 16:09.39 | Phyu War Thet (MYA)                                                               | 16:10.57 | Đoàn Nữ Trúc Vân (VIE)                                                                       | 16:12.73 |
| 10,000 mét                       | Đoàn Nữ Trúc Vân (VIE)                                                                   | 34:48.28 | Supriati Sutono (INA)                                                             | 34:48.93 | Mercedita Manipol (PHI)                                                                      | 34:59.62 |
| 100 mét vượt rào (Wind: 2.2 m/s) | Trecia Roberts (THA)                                                                     | 13.45 w  | Vũ Bích Hường (VIE)                                                               | 13.64 w  | Moh Siew Wei (MAS)                                                                           | 13.78 w  |
| 400 mét vượt rào                 | Noraseela Mohd Khalid (MAS)                                                              | 57.62    | Wassana Winatho (THA)                                                             | 57.78    | Nguyễn Thị Nụ (VIE)                                                                          | 1:01.79  |
| Tiếp sức 4 × 100 mét             | Thái Lan (THA) · Sujirat Sukka · Orranut Klomdee · Jutama Tawoncharoen · Nongnuch Sanrat | 44.82    | Việt Nam (VIE) · Mai Thị Phương · Hoàng Thị Duyên · Vũ Thị Hương · Lê Ngọc Phương | 45.57    | Indonesia (INA) · Dedeh Erawati · Irene Truitje Joseph · Deysie Natalia Sumigar · Supiati    | 45.86    |
| Tiếp sức 4 × 400 mét             | Việt Nam (VIE) · Nguyễn Thị Tình · Dương Thị Hồng Hạnh · Vũ Thị Hương · Nguyễn Thị Nụ    | 3:38.06  | Myanmar (MYA) · Kay Khine Lwin · Myint Myint Aye · Moe Moe Khine · Lai Lai Win    | 3:43.66  | Thái Lan (THA) · Jutama Tawoncharoen · Saipin Kaewsorn · Saowalee Kaewchuy · Wassana Winatho | 3:44.05  |
| Marathon                         | Erni Ulatingsih (INA)                                                                    | 2:52:28  | Nguyễn Thị Hoa (VIE)                                                              | 2:53:53  | Feri Marince Subnafeu (INA)                                                                  | 2:56:40  |
| Đi bộ 20 kilômét                 | Yuan Yufang (MAS)                                                                        | 1:39:25  | Tersiana Riwu Rohi (INA)                                                          | 1:44.01  | Melinda Manahan (PHI)                                                                        | 1:55.06  |
| Nhảy cao                         | Noengrothai Chaipetch (THA)                                                              | 1.86 m   | Bùi Thị Nhung (VIE)                                                               | 1.83 m   | Nguyễn Thị Ngọc Tâm (VIE)                                                                    | 1.80 m   |
| Nhảy sào                         | Ni Putu Desy Margawati (INA)                                                             | 3.95 m   | Lê Thị Phương (VIE)                                                               | 3.80 m   | Roslinda Samsu (MAS)                                                                         | 3.60 m   |
| Nhảy xa                          | Lerma Gabito (PHI)                                                                       | 6.21 m   | Wacharee Rittiwat (THA)                                                           | 6.10 m   | Bùi Thị Nhật Thanh (VIE)                                                                     | 5.97 m   |
| Nhảy ba bước                     | Wacharee Rittiwat (THA)                                                                  | 13.44 m  | Nguyễn Mai Quỳnh (VIE)                                                            | 13.42 m  | Ngew Sin Mei (MAS)                                                                           | 13.29 m  |
| Đẩy tạ                           | Du Xianhui (SIN)                                                                         | 18.20 m  | Zhang Guirong (SIN)                                                               | 17.96 m  | Juthaporn Krasaeyan (THA)                                                                    | 15.41 m  |
| Ném đĩa                          | Zhang Guirong (SIN)                                                                      | 49.91 m  | Du Xianhui (SIN)                                                                  | 49.10 m  | Juthaporn Krasaeyan (THA)                                                                    | 48.81 m  |
| Ném tạ xích                      | Yurita Ariani Arsyad (INA)                                                               | 49.79 m  | Kruawan Taweedech (THA)                                                           | 47.35 m  | Siti Shahida Abdullah (MAS)                                                                  | 47.27 m  |
| Ném lao                          | Buoban Pamang (THA)                                                                      | 53.23 m  | Zhang Guirong (SIN)                                                               | 51.66 m  | Chanthana Hongsa (THA)                                                                       | 50.29 m  |
| Bảy môn phối hợp                 | Nguyễn Thị Thu Cúc (VIE)                                                                 | 5274 pts | Watcharaporn Masim (THA)                                                          | 4925 pts | Nguyễn Thị Kim Nhung (VIE)                                                                   | 4673 pts |

| Hạng               | Đoàn               | Vàng | Bạc | Đồng | Tổng số |
| ------------------ | ------------------ | ---- | --- | ---- | ------- |
| 1                  | Thái Lan           | 13   | 14  | 12   | 39      |
| 2                  | Việt Nam           | 8    | 15  | 8    | 31      |
| 3                  | Philippines        | 8    | 3   | 5    | 16      |
| 4                  | Malaysia           | 8    | 2   | 6    | 16      |
| 5                  | Singapore          | 4    | 4   | 1    | 9       |
| 6                  | Indonesia          | 4    | 3   | 7    | 14      |
| 7                  | Myanmar            | 0    | 2   | 4    | 6       |
| Tổng số (7 đơn vị) | Tổng số (7 đơn vị) | 45   | 43  | 43   | 131     |

## Các kết quả

### 5000 mét nam
| Ngày                              | Thời gian | Nội dung  |
| --------------------------------- | --------- | --------- |
| Thứ năm ngày 11 tháng 12 năm 2003 | ?         | Chung kết |

| Xếp hạng | Lực sĩ                   | Thời gian | Ghi chú |
| -------- | ------------------------ | --------- | ------- |
| 1        | Boonthung Srisung (THA)  | 14: 15,20 | [ 2 ]   |
| 2        | Eduardo Buenavista (PHI) | 14: 18,06 |         |
| 3        | Aung Thu Ya (MYA)        | 14: 21:00 |         |
| 4        | Jauhari Johan (INA)      | 14: 35,74 |         |
| 5        | Julius Sermona (PHI)     | 14: 39,85 |         |
| 6        | Agus Prayogo (INA)       | 14: 44,02 |         |
| 7        | Thiha Aung (MYA)         | 14: 52.11 |         |
| 8        | Trung Kien Nguyen (VIE)  | 14: 52,62 |         |
| 9        | Toan Van Nguyen (VIE)    | 15: 09.57 |         |
| 10       | Amnuay Tongmit (THA)     | 15: 11.93 |         |
| -        | Xavier do Rego (TLS)     | DNS       |         |